# 飯島ぼぼぼ
飯島 ぼぼぼ（いいじま ぼぼぼ、男性、1月18日生）は、日本の俳優。茨城県土浦市出身。東京セレソンデラックス所属。
名前の由来は、過去に所属していた劇団の主催・宮川賢がパンフレット製作中、うっかりキーボードを押しっぱなしにしたまま居眠りした結果、飯島ぼぼぼぼぼ…となり、微調整をして「飯島ぼぼぼ」になった、というものである。

## 出演

### TV
- TBS - 歌姫（ゲルマン役）

### 映画
- 2004年 - いかレスラー
- 2025年 - THE RIGHTMAN 正義の男[1]

### 舞台
- 2006年 - 獅童流 森の石松